# Plectrohyla
Plectrohyla – rodzaj płazów bezogonowych z podrodziny Hylinae w rodzinie  rzekotkowatych (Hylidae).

## Zasięg występowania
Rodzaj obejmuje gatunki występujące na wyżynach północnej Ameryki Centralnej – od stanu Chiapas w południowym Meksyku, na wschód przez Gwatemalę i północny Salwador do środkowego i północnego Hondurasu; nieokreślone kijanki i młodociane osobniki obserwowano w Cerro Saslaya, w Nikaragui.

## Systematyka

### Etymologia
- Plectrohyla: gr. πληκτρον plēktron „ostroga”; rodzaj Hyla Laurenti, 1768[2].
- Cauphias: etymologia nieznana, Brocchi nie wyjaśnił znaczenia nazwy rodzajowej[3]. Nazwa zastępcza dla Plectrohyla Brocchi, 1877.

### Podział systematyczny
Do rodzaju należą następujące gatunki:

- Plectrohyla acanthodes Duellman & Campbell, 1992
- Plectrohyla avia Stuart, 1952
- Plectrohyla calvata McCranie, 2017
- Plectrohyla catracha (Porras & Wilson, 1987)
- Plectrohyla chrysopleura Wilson, McCranie & Cruz-Díaz, 1994
- Plectrohyla dasypus McCranie & Wilson, 1981
- Plectrohyla exquisita McCranie & Wilson, 1998
- Plectrohyla glandulosa (Boulenger, 1883)
- Plectrohyla guatemalensis Brocchi, 1877
- Plectrohyla hartwegi Duellman, 1968
- Plectrohyla insolita (McCranie, Wilson & Williams, 1993)
- Plectrohyla ixil Stuart, 1942
- Plectrohyla lacertosa Bumzahem & Smith, 1954
- Plectrohyla matudai Hartweg, 1941
- Plectrohyla pokomchi Duellman & Campbell, 1984
- Plectrohyla psiloderma McCranie & Wilson, 1999
- Plectrohyla pycnochila Rabb, 1959
- Plectrohyla quecchi Stuart, 1942
- Plectrohyla sagorum Hartweg, 1941
- Plectrohyla tecunumani Duellman & Campbell, 1984
- Plectrohyla teuchestes Duellman & Campbell, 1992